# Menta d'aigua
La menta d'aigua, herba-sana d'aigua, herba-sana borda o herba d'aigua (Mentha aquatica L.) és una herba del gènere Mentha i de distribució holàrtica que als Països Catalans es troba a Mallorca, Menorca i Eivissa, en rierols, torrents i llocs humits.

## Característiques
És una herba dels rierols i bases permanents que pot assolir els noranta centímetres d'alçada. Té fulles ovades o arrodonides amb el marge dentat, són de color verd fosc, de vegades amb tons vermellosos. La identificarem sense cap dubte si ensumem les fulles entre els dits i notem la típica aroma de les mentes. Fa unes flors violàcies en una mena de glomèrul a la part de dalt de les branques. Floreix a l'agost i al setembre.

## Usos
Amb aquesta herba, de forta aroma, es fan infusions tòniques i estimulants. S'utilitza també per aromatitzar certs licors i per donar gust a alguns guisats.

## Varietats endèmiques als Països Catalans
Una varietat d'aquesta espècie, la rodriguezii, és endèmica de Menorca, floreix de juliol a setembre i es troba en zones on hi ha aigua tot l'any, especialment en barrancs i penya-segats del sud de l'illa, com, per exemple, al barranc d'Algendar.

## Híbrids
Amb l'herba-sana d'aigua i la menta de l'espècie Mentha spicata s'obté l'híbrid estèril Mentha × piperita, conegut en anglès com a peppermint i que s'usa a les cultures anglosaxones per perfumar dolços i licors.